# Ochimos
Ochimos var en härskare på ön Rhodos i grekisk mytologi. Han var son till solguden Helios och nymfen Rhode som var härskarinna på ön där han växte upp.
Ochimos hade sex bröder och en syster, Elyktro, som dog ung. Hans bröder hette Kerkafos, Makareus, Aktis, Tenages, Triopas och Kandalos. Alla Helios och Rhodes söner var framgångsrika astronomer på ön.
Ochimos övertog makten på sin mors ö Rhodos och gifte sig med Hegetoria. Med henne fick han dottern Kydippe som sedan gifte sig med sin farbror Kerkafos. Antingen så gifte de sig bara och Kerkafos övertog sedan makten efter brodern Ochimos. Eller så förlovade Ochimos bort sin dotter med Okridion, men att Kerkafos redan förälskat sig i henne och kidnappade henne och inte återvände förrän Ochimos blivit gammal.